# Clupeoides venulosus
Clupeoides venulosus és una espècie de peix pertanyent a la família dels clupeids.

## Descripció
- Pot arribar a fer 9 cm de llargària màxima.
- 12-18 radis tous a l'aleta dorsal i 16-27 a l'anal.[6][7]

## Alimentació
Menja sobretot larves d'insectes aquàtics.

## Hàbitat
És un peix d'aigua dolça, pelàgic, de clima tropical (5°S-8°S) i l'únic clupeid de tot el món que viu en rius de muntanya.

## Distribució geogràfica
Es troba a Indonèsia (riu Lorentz a Irian Jaya) i Papua Nova Guinea (riu Fly).

## Observacions
És inofensiu per als humans.